# Équipe d'Afghanistan de rugby à XV
L'équipe d'Afghanistan de rugby à XV est une sélection de joueurs de rugby à XV d'Afghanistan.

## Histoire
Après avoir vu sa fédération nationale intégrer l'organisme asiatique du rugby, Asia Rugby, l'Afghanistan devrait voir la création d'une équipe nationale de rugby à XV dans le cadre du championnat d'Asie 2021.